# マーガレット・モールズワース
マーガレット・モールズワース（Margaret Molesworth, 1894年10月18日 - 1985年7月9日）は、オーストラリア・ブリスベン出身の女子テニス選手。1922年から始まった全豪選手権（現在の全豪オープン）の女子シングルス部門で、第1回・第2回大会の優勝者になった選手である。フルネームは Margaret Mutch Molesworth （マーガレット・ムッチ・モールズワース）というが、「モール」（Mall）という愛称で呼ばれた。右利きの選手で、強力なサービスを最大の武器にした。彼女は1918年に教育者のベヴィル・ヒュー・モールズワース（Bevil Hugh Molesworth）と結婚しており、全豪選手権の女子部門が始まった時は既婚女性であった。

## 来歴
現在「全豪オープン」として知られる全豪選手権は、1905年に第1回大会から1921年まで男子シングルス・男子ダブルスの2部門のみであった。
1922年に5女子シングルス・女子ダブルス・混合ダブルスの3部門が新設され、マーガレット・モールズワースは第1回大会の女子シングルス決勝でエスナ・ボイド（1901年 - 1962年）を 6-3, 10-8 で破り、この部門で最初の優勝者に輝いた。翌1923年の第2回大会では女子シングルス・女子ダブルス・混合ダブルスの3部門すべてに決勝進出を果たす。女子シングルスでは前年と同じくボイドに 6-1, 7-5 で連勝して2連覇を達成したが、女子ダブルスと混合ダブルスでは準優勝に終わった。1924年の第3回大会では準々決勝敗退に終わり、1928年・1929年・1933年もベスト8止まりがあった。
その後、女子ダブルスで1930年・1933年・1934年の3度優勝したが、パートナーはすべてエミリー・ウェスタコット（1910年 - 1980年）と組んだ。
1930年当時は「エミリー・フッド」（Emily Hood）という名前であったが、結婚してウェスタコットの姓に変わり、1933年と1934年は「エミリー・ウェスタコット」の名前で女子ダブルス優勝記録表に記載されている。ウェスタコットと組んで女子ダブルスに2年連続3度目の優勝を果たした1934年、女子シングルスで11年ぶり3度目の決勝に進出したが、ジョーン・ハーティガン（1912年 - 2000年）に 1-6, 4-6 で敗れ、3度目の優勝はならなかった。この時すでに40歳を迎えていた。
1935年に41歳で競技テニスを引退するまでに全豪選手権以外のテニス大会で女子シングルス29勝、女子ダブルス16勝、混合ダブルスで9勝を挙げ、オーストラリアにおける女子テニスの黎明期の歴史を築いた。1950年からは、オーストラリア・テニス協会のコーチとしても活動した。
長寿にも恵まれ、1985年7月9日に90歳で逝去した。

## 全豪選手権の成績
- 女子シングルス：2勝（1922年＆1923年）　［準優勝1度：1934年］
- 女子ダブルス：3勝（1930年・1933年・1934年）　［準優勝1度：1923年］